# Queens Royals
Queens Royals (español: Reales de Queens) es el equipo deportivo de la Universidad Queens de Charlotte, situada en Charlotte, en el estado de Carolina del Norte. Los equipos de los Royals participan en las competiciones universitarias organizadas por la NCAA, y forman parte de la ASUN Conference. El 7 de mayo de 2022, Queens anunció que había aceptado una invitación de la ASUN Conference y se uniría a esa competición el 1 de julio, pasando de la División II de la NCAA a la División I. La ASUN anunció oficialmente este movimiento tres días después.Antes de eso, Queens había competido en la Conferencia del Atlántico Sur en veinte de sus deportes universitarios; los equipos de natación y clavados masculinos y femeninos compitieron en la Conferencia Bluegrass Mountain y el equipo de voleibol masculino compitió en la Asociación Independiente de Voleibol, una alianza de programación entre escuelas que son independientes en la división Nacional Colegiada de ese deporte. Queens había sido miembro del SAC desde 2013, cuando se mudó de Conference Carolinas.

## Apodo y mascota
Se formó un comité en la universidad en el otoño de 1988 para solicitar sugerencias de los estudiantes para una mascota oficial y/o nombre de equipo. En ese momento, las mascotas propuestas variaban enormemente. Una idea era utilizar "una especie autóctona del campus": las ardillas grises. Estos animales eran conocidos por su precisión al arrojar nueces a los estudiantes que paseaban por el campus, y algunos estudiantes incluso argumentaron que su precisión inspiraría a los atletas. Sin embargo, según las respuestas, el comité redujo la lista a los Knights, Sting y Royals. Luego se pidió a los estudiantes que votaran por uno de éstos. El director atlético Dale Layer posteriormente armó un foro para solicitar aportes. Asistieron aproximadamente 25 alumnas que querían tener una voz en el proceso, las cuales propusieron dos nombres más, los Bees y los Griffins. Los resultados finales fueron Royals, Sting y Griffins, en ese orden. El comité invitó a un artista para que desarrollara ideas acerca de uniformes y logotipo de los Royals. Después de revisar varias opciones, se llegó casi a un consenso, y se seleccionó a un león como la mascota oficial, que recibiría el nombre de Rex.
Queens se puede traducir como Reinas, de ahí la sugerencias de Royals, Reales y de la mascota Rex, Rey en latín.

## Programa deportivo
Los Royals participan en las siguientes modalidades deportivas:
| - Masculino - Baloncesto - Béisbol - Cross - Tenis - Golf - Lacrosse - Natación - Fútbol - Lucha libre - Atletismo - Voleibol | - Femenino - Cross - Hockey hierba - Baloncesto - Softball - Golf - Tenis - Lacrosse - Natación - Fútbol - Atletismo - Triatlón - Voleibol |

## Instalaciones deportivas
- Levine Center for Wellness and Recreation. Está ubicado en el campus y alberga el Curry Arena, el centro acuático, así como oficinas y espacios de entrenamiento. La instalación congrega los programas de baloncesto, natación y buceo, voleibol y lucha libre, y fue construida en 2012 para reemplazar el Ovens Athletic Center.[4]
- Queens University of Charlotte Sports Complex. Es el recinto del Dickson Field, donde compiten los equipos de lacrosse masculino y femenino, rugby masculino y femenino y fútbol masculino y femenino. Terminado en 2009, el Queens Sports Complex es uno de los recintos deportivos más grandes de la región.[5]